# Sekta destrukcyjna
Sekta destrukcyjna, rzadziej grupa kultowa, kult (ang. cult), potocznie sekta – grupa wymagająca niezachwianego oddania zestawowi przekonań i praktyk postrzeganych jako odbiegające od norm społecznych, która jest zazwyczaj kierowana przez charyzmatycznego i samozwańczego przywódcę, który ściśle kontroluje członków tej grupy. W niektórych kontekstach określenie kult jest pojęciem pejoratywnym, używanym również w odniesieniu do nowych ruchów religijnych i innych grup społecznych charakteryzujących się nietypowymi religijnymi, duchowymi lub filozoficznymi wierzeniami i rytuałami lub ich wspólne zainteresowanie konkretną osobą, obiektem lub celem. Ten termin jest słabo zdefiniowany — ma rozbieżne definicje zarówno w kulturze popularnej, jak i w środowisku akademickim — a także jest ciągłym źródłem sporów wśród badaczy z różnych dziedzin.
Począwszy od lat trzydziestych XX wieku sekty stały się przedmiotem badań socjologicznych w kontekście analizy zachowań o charakterze religijnym. Od lat czterdziestych XX wieku chrześcijański ruch antykultowy sprzeciwiał się niektórym sektom i nowym ruchom religijnym, nazywając je „kultami” ze względu na ich nieortodoksyjne wierzenia. Od lat 70. świecki ruch antykultowy sprzeciwiał się niektórym ugrupowaniom i w reakcji na akty przemocy często oskarżał te kulty o praktykowanie prania mózgu. Na całym świecie są tysiące grup o charakterze kultu. Liczebność ugrupowań określanych jako „kulty” lub „sekty” waha się od lokalnych grup zrzeszających kilku członków do międzynarodowych organizacji liczących miliony.

## Definicje

### Kult, sekta i nowe ruchy religijne

Typologia Howarda P. Beckera, oparta na pierwotnej teorii Ernsta Troeltscha i stanowiąca podstawę dla współczesnych definicji kultów, sekt i nowych ruchów religijnych.

W kręgu kultury anglosaskiej termin „kult” często niesie ze sobą negatywne konotacje, analogicznie jak termin „sekta” na obszarze europejskim. W tym sensie są uważane za pojęcia subiektywne, używane jako atak ad hominem przeciwko grupom o odmiennych doktrynach lub praktykach. W latach siedemdziesiątych, wraz z powstaniem świeckich ruchów antykultowych, badacze (choć nie ogół społeczeństwa) stopniowo przestali posługiwać się terminem „kult”. Zgodnie z The Oxford Handbook of New Religious Movements „pod koniec dekady określenie nowe religie praktycznie zastąpiło termin kult, w celu opisania wszystkich pozostałych grup, które nie pasowały do etykiety kościoła lub sekty”.
Socjolog Amy Ryan przekonuje o potrzebie odróżnienia tych grup, które mogą być niebezpieczne, od grup, które są mniej problematyczne. George Chryssides również wskazuje na potrzebę opracowania lepszych definicji, aby zapewnić wspólne podstawy debaty. Casino przedstawia tę kwestię jako kluczową dla międzynarodowych przepisów dotyczących praw człowieka. Ograniczenie definicji religii może kolidować z wolnością wyznania, podczas gdy zbyt szeroka definicja może dać niektórym niebezpiecznym lub agresywnym grupom „nieograniczoną wymówkę do unikania wszelkich niepożądanych zobowiązań prawnych”.

### Sekta destrukcyjna
Określenie „sekta destrukcyjna” odnosi się zasadniczo do grup, których członkowie, poprzez celowe działania, spowodowali fizyczne obrażenia lub śmierć wśród członków własnej grupy, lub u innych osób. Konsultanci z Ontario ds. tolerancji religijnej znacznie zawężają użycie tego terminu do grup religijnych, które „spowodowały lub mogą spowodować utratę życia wśród swoich członków, lub ogółu społeczeństwa”.
Psycholog Michael Langone, dyrektor naczelny antykultowej grupy International Cultic Studies Association, definiuje sektę destrukcyjną jako „wysoce manipulacyjną grupę, która wykorzystuje, a czasem fizycznie lub psychicznie niszczy członków i rekrutów”.
Według socjolog Marii Libiszowskiej-Żółtkowskiej sekta destrukcyjna to „grupa godząca w porządek prawny i społeczny przez całkowite podporządkowanie (uzależnienie, ubezwłasnowolnienie) sobie członków przez przywódców na drodze ich psychicznej destabilizacji i zerwania dotychczasowych więzi społecznych”.

## Charakterystyka sekt destrukcyjnych

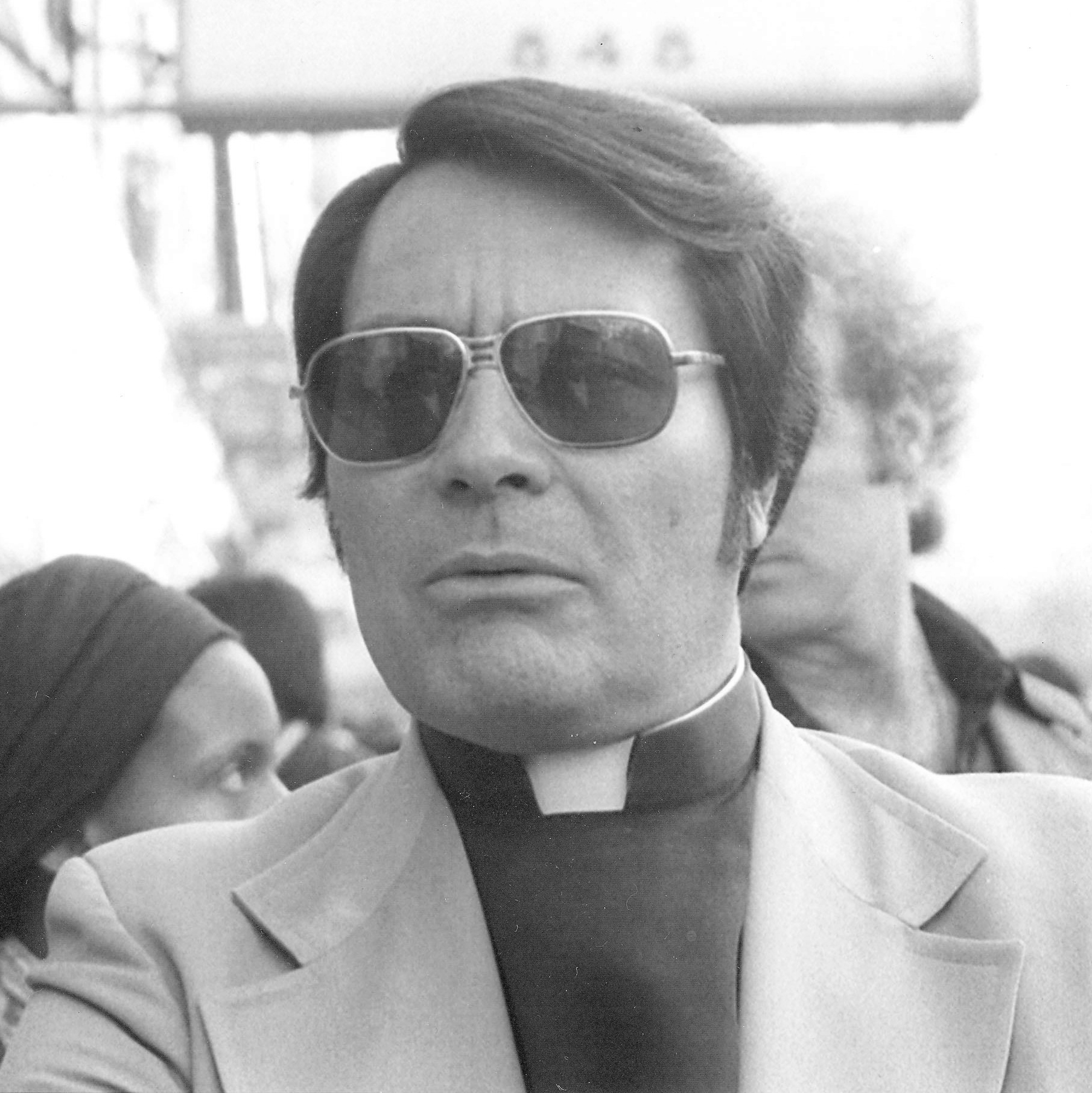
Jim Jones, przywódca apokaliptycznej sekty „Świątynia Ludu”

John Gordon Clark utrzymywał, że totalitarne systemy zarządzania i nastawienie na zarabianie pieniędzy to cechy charakterystyczne sekty destrukcyjnej. W książce Cults and the Family autorzy cytują Shapiro, który definiuje kultyzm destrukcyjny jako syndrom socjopatyczny, którego cechy charakterystyczne obejmują: „zmiany w zachowaniu i osobowości, utratę tożsamości osobistej, zaprzestanie aktywności szkolnej, wyobcowanie z rodziny, brak zainteresowania społeczeństwem oraz wyraźną kontrolę umysłową i zniewolenie przez przywódców kultu”.
Zdaniem profesora socjologii Benjamina Zablockiego z Rutgers University, sekty destrukcyjne wiążą się z wysokim ryzykiem nadużyć wobec członków, co wynika po części z faktu, że adorowanie charyzmatycznych przywódców przez członków przyczynia się do tego, że ci liderzy stają się skorumpowani przez władzę. Zdaniem Barrett, najczęstszym zarzutem stawianym sektom destrukcyjnym jest wykorzystywanie seksualne. Według Kranenborg niektóre grupy są niebezpieczne, jeśli doradzają swoim członkom, aby zrezygnowali ze stałej opieki medycznej. Może to skutkować uszczerbkiem na zdrowiu fizycznym i psychicznym.
Niektórzy badacze krytykują termin sekta destrukcyjna, pisząc, że jest on używany do opisywania grup, które niekoniecznie są destrukcyjne w swojej naturze wobec samych siebie lub innych osób. John A. Saliba w swojej książce Understanding New Religious Movements pisze, że termin ten jest nadmiernie generalizowany. Saliba postrzega Świątynię Ludu jako „paradygmat destrukcyjnej sekty”, co oznacza, że ci, którzy używają tego terminu, sugerują, że inne grupy również popełnią masowe samobójstwo. Lorne L. Dawson w swojej pracy Cults in Context pisze, że chociaż Kościół Zjednoczeniowy „nie wykazał się przemocą ani gwałtownością”, to jednak został określony jako sekta destrukcyjna przez „antykultowych krzyżowców”. W 2002 roku Federalny Trybunał Konstytucyjny orzekł, że niemiecki rząd zniesławił ruch Osho, określając go między innymi jako „sektę destrukcyjną” bez żadnych rzeczywistych przesłanek.